# Zápověď u Karlína
Zápověď u Karlína este o arie protejată (arie specială de conservare — SAC, sit de importanță comunitară — SCI) din Republica Cehă întinsă pe o suprafață de 1,77 ha, integral pe uscat.

## Localizare
Centrul sitului Zápověď u Karlína este situat la coordonatele 48°58′15″N 16°58′06″E / 48.970833°N 16.968333°E.

## Înființare
Situl Zápověď u Karlína a fost declarat sit de importanță comunitară în aprilie 2005 pentru a proteja 1 specie de plante. Situl a fost protejat și ca arie specială de conservare în octombrie 2012.

## Biodiversitate
Situată în ecoregiunea panonică, aria protejată nu include niciun habitat protejat.
La baza desemnării sitului se află o specie protejată de  plante: Echium russicum.